# Bókai
A Bókai vagy Bókay régi magyar családnév, amely a származási helyre utalhat: Bóka (Szerbia, korábban Torontál vármegye).

## Híres Bókai nevű személyek
Bókai
- Bókai Mária (1939) színésznő
- Bókai Zoltán (1966) rockzenész, billentyűs
- Bókai János (szül. Bock, 1822–1884) gyermekgyógyász, egyetemi tanár

Bókay
- Bókay János (szül. Bókai, 1858–1937) az MTA tagja, gyermekgyógyász, egyetemi tanár, Bókai János (1822–1884) fia
- Bókay Árpád (1856–1919) orvos, egyetemi tanár, az MTA levelező tagja, Bókay János (1822–1884) fia
- Bókay Zoltán (1885–1955) orvos, egyetemi tanár, Bókay Árpád (1856–1919) fia
- Bókay János (1892–1961) író, Bókay János ifj. (1858–1937) fia
- Bókay Antal (1951) irodalomtörténész
- Bókay Endre (1954) országgyűlési képviselő